# Élections générales espagnoles de 1986 en Andalousie
Les élections générales espagnoles de 1986 (en espagnol : Elecciones generales de España de 1986) se sont tenues le dimanche 22 juin 1986 afin d'élire les 350 députés et 208 des 266 sénateurs de la IIIe législature des Cortes Generales. 60 députés sont élus en Andalousie.

## Résultats

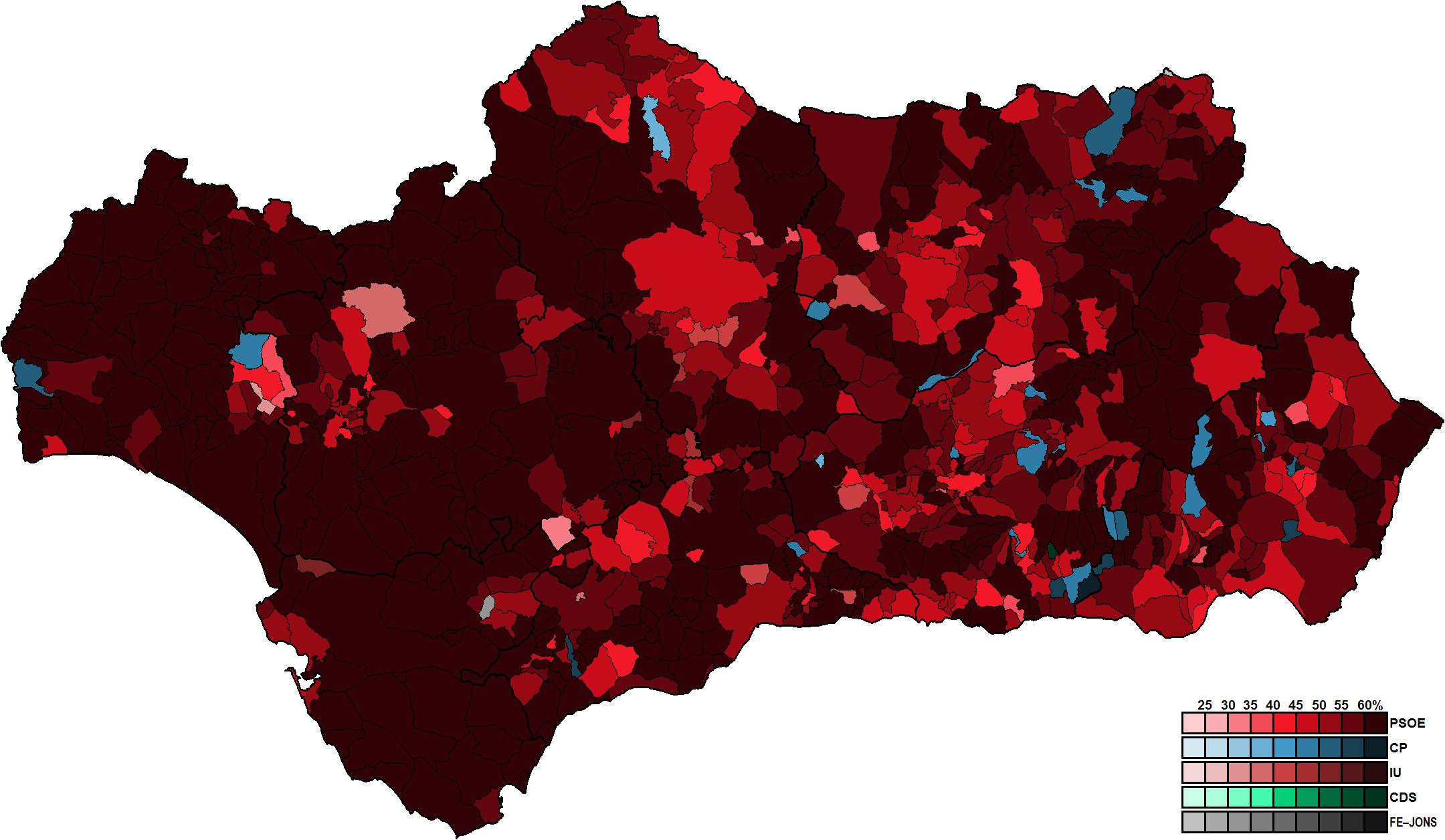
Résultats par commune.